# Konoe (Tennō)
Konoe (jap. 近衛天皇, Konoe-tennō; * 16. Juni 1139; † 22. August 1155) war der 76. Tennō von Japan. Seine Regierungszeit dauerte von 5. Januar 1142 bis 22. August 1155. Sein Eigenname war Narihito (体仁). Er war der 9. Sohn des Toba-tennō.
Während seiner Regierung übte Ex-Tennō Toba die Macht aus, was als Insei-System (Klosterherrschaft) bekannt ist.